# Ацара
Ацара (итал. Atzara) је насеље у Италији у округу Нуоро, региону Сардинија.
Према процени из 2011. у насељу је живело 1196 становника. Насеље се налази на надморској висини од 556 м.

## Становништво
Према резултатима пописа становништва 2011. у општини је живело 1.210 становника.
| 1931. | 1936. | 1951. | 1961. | 1971. | 1981. | 1991. | 2001. | 2011. |
| ----- | ----- | ----- | ----- | ----- | ----- | ----- | ----- | ----- |
| 1.366 | 1.404 | 1.595 | 1.715 | 1.490 | 1.366 | 1.332 | 1.310 | 1.210 |